# Мансири-Гимал
Мансири-Гимал (также Манаслу-Гимал, Гуркха-Гимал) — горный массив в Гималаях, расположен на севере центральной части Непала, примерно в 120 км северо-западнее Катманду.
Наивысшая гора в массиве — восьмитысячник Манаслу (8156 м).

## География
Несмотря на то, что массив Мансири-Гимал занимает сравнительно небольшую площадь, в его составе находятся три вершины, входящие в двадцатку высочайших гор мира:
| Вершина    | Высота, м | Координаты                      | Примечания                  |
| ---------- | --------- | ------------------------------- | --------------------------- |
| Манаслу    | 8156      | 28°33′00″ с. ш. 84°33′35″ в. д. | 8-я по высоте вершина мира  |
| Гималчули  | 7893      | 28°26′08″ с. ш. 84°38′32″ в. д. | 18-я по высоте вершина мира |
| Нгади Чули | 7871      | 28°30′12″ с. ш. 84°33′59″ в. д. | 20-я по высоте вершина мира |

С юго-запада Мансири-Гимал отделён долиной реки Марсъянди от горного массива Аннапурна. Восточную границу Мансири Гимал образует река Бури-Гандаки, северо-западную — река Дудх-Кхола (левый приток Марсъянди), протекающая между массивами Мансири-Гимал и Пери-Гимал.
На территории горного массива Мансири-Гимал в 1998 году был основан Национальный парк Манаслу.

## Туризм
Вокруг массива Мансири-Гимал проходит пеший туристский маршрут «Трек вокруг Манаслу», регулярно посещаемый любителями горного туризма из разных стран мира.